# Lucius Aemilius Salvianus

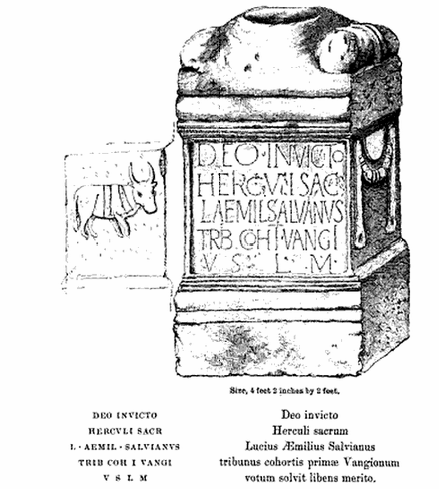
Der Altar mit der Weihinschrift

Lucius Aemilius Salvianus war ein im 2. und 3. Jahrhundert n. Chr. lebender Angehöriger des römischen Ritterstandes (Eques).
Durch eine Inschrift, die beim Kastell Habitancum gefunden wurde und die auf 205/208 datiert ist, ist belegt, dass Salvianus Tribun der Cohors I Vangionum milliaria equitata war, die in der Provinz Britannia stationiert war. Beim Kastell wurde auch noch ein Altar mit einer Weihinschrift gefunden, den Salvianus errichten ließ.